# ヘキサフルオロ-2-ブチン
ヘキサフルオロ-2-ブチン(Hexafluoro-2-butyne, HFB)は、化学式CF3C≡CCF3のフルオロカーボンである。非常に求電子的なアセチレン誘導体であり、そのためディールス・アルダー反応のジエノフィルになりうる。
フッ化硫黄とアセチレンジカルボン酸の反応か、フッ化カリウムとヘキサクロロブタジエンの反応で得られる。